# Strangalia angustolineata
Strangalia angustolineata är en skalbaggsart som först beskrevs av J. Linsley Gressitt 1935.  Strangalia angustolineata ingår i släktet Strangalia och familjen långhorningar.
Artens utbredningsområde är Filippinerna. Inga underarter finns listade i Catalogue of Life.